# Ilsin-dong
Ilsin-dong (koreanska: 일신동) är en stadsdel i staden Incheon i Sydkorea, 23 km väster om huvudstaden Seoul. Den ligger i stadsdistriktet Bupyeong-gu.